# Synagoga w Ciechanowcu

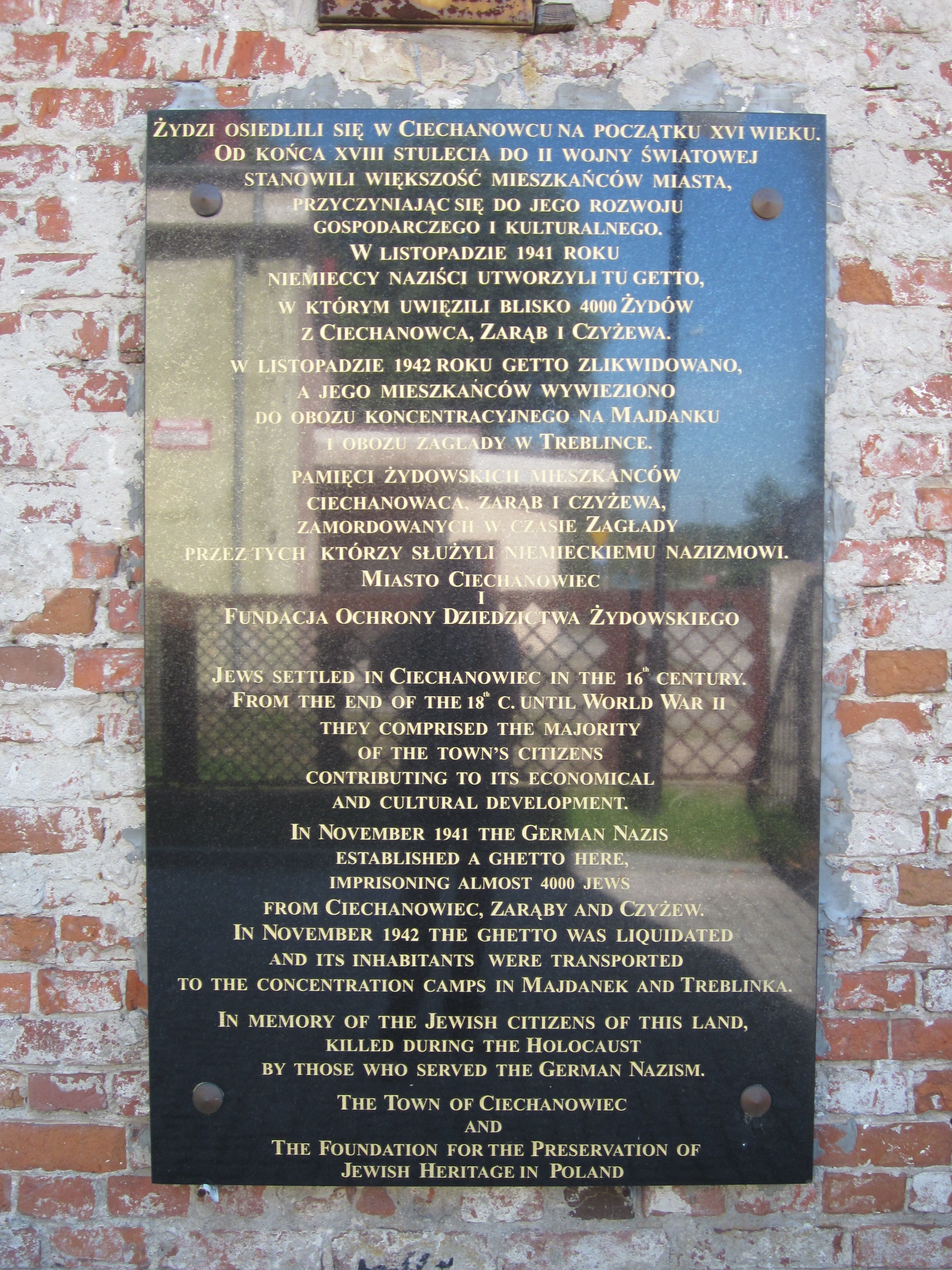
Tablica pamiątkowa na budynku synagogi

Synagoga w Ciechanowcu – synagoga znajdująca się w Ciechanowcu przy ulicy Mostowej 6, niedaleko rynku.
Synagoga została zbudowana pod koniec XIX wieku. Podczas II wojny światowej hitlerowcy zdewastowali synagogę. Po wojnie budynek synagogi służył jako sklep, młyn oraz biura. W 1989 roku rozpoczęto remont synagogi z przeznaczeniem jej na dom kultury. Po kilku latach remont został przerwany. W chwili obecnej następuje ponowna dekapitalizacja obiektu.
Murowany budynek synagogi wzniesiono na planie prostokąta. W południowo-wschodniej części znajduje się prostokąta główna sala modlitewna, przykryta stropem wzmocnionym podciągami, podpartym czterema prostymi filarami dawnej bimy. W południowo-zachodniej części znajduje się przedsionek, z umieszczonym nad nim babińcem. Częściowo zachowany wystrój zewnętrzny.
Szkic budynku synagogi dostępny jest w „Księdze Pamięci Żydów Ciechanowca”.